# Петар Генов
Петар Генков Генов(болг. Петър Генков Генов; 5 квітня 1970) — болгарський шахіст i шаховий тренер, гросмейстер від 2002 року.

## Шахова кар'єра
У 1990 — 2000-х роках належав до когорти провідних болгарських шахістів. У 1993 i 1999 роках двічі здобув золоту медаль чемпіонату Болгарії в особистому заліку, 1999 року в Батумі захищав кольори національної збірної на командному чемпіонаті Європи, крім того 2002 року в Бледі — на шаховій олімпіаді.
Неодноразово брав участь у міжнародних змаганнях, виграв чи поділив 1-ше місце, зокрема в: Пловдиві (1989, 1991, 1992), Тетевені (1989), Албені (1990), Белграді (1997), Кочанах (1998), Варні (1998), Лозанні (2001), Херцегу-Новому (2002), Суботиці (2002), Ніцці (2002, разом з Хішамом Хамдуші), Кондомі (2004, разом з Вадимом Малахатьком), Бад-Цвестені (2005, разом з Клаусом Бішоффом, Вадимом Малахатьком, Віктором Івановим, Анатолієм Донченком, Станіславом Савченком i Євгеном Мірошниченком), Вільнев-Толозані (2006, разом з Маріусом Манолаке, Сергієм Федорчуком, Олександром Карпачовим i Талем Абергелем), Бішвіллері (2007, разом з Олександром Карпачовим), Єрі (2008) а також в Анкарі (2010).
Найвищий рейтинг у кар'єрі мав станом на 1 липня 2002 року, досягнувши 2526 пунктів, посідав тоді 8-ме місце серед болгарських шахістів.

## Особисте життя
Дружина Петара Генова — болгарська шахістка, міжнародна майстриня Любка Генова. Подружжя має двоє дітей: Магдаліну (2004) і Валентина (2006).

## Зміни рейтингу
| На цьому місці має відображатися графік чи діаграма, однак з технічних причин його відображення наразі вимкнено. Будь ласка, не видаляйте код, який викликає це повідомлення. Розробники вже працюють для того, щоби відновити штатне функціонування цього графіка або діаграми. | |
| | На цьому місці має відображатися графік чи діаграма, однак з технічних причин його відображення наразі вимкнено. Будь ласка, не видаляйте код, який викликає це повідомлення. Розробники вже працюють для того, щоби відновити штатне функціонування цього графіка або діаграми. |